# قانون براندولینی
قانون براندولینی، که با نام اصل عدم تقارن چرند نیز شناخته می‌شود، یک زبانزد اینترنتی است که در سال ۲۰۱۳ پدید آمد و بر تلاش برای از بین بردن اطلاعات نادرست، برای سنجیدن سادگی نسبی ایجاد آن در وهله اول تأکید دارد. قانون موارد زیر را بیان می‌کند:
نیروی مورد نیاز برای رد چرند و سخن پوچ چندین بار بیشتر از نیروی مورد نیاز برای ساخت آن است.
افزایش محبوبیت آسان ایده‌ها از طریق اینترنت، نمونه‌های مرتبط را بسیار افزایش داده‌است، اما خود اصل عدم تقارن مدت‌هاست که به رسمیت شناخته شده‌است.

## ریشه‌ها
این زبانزد به‌طور همگانی در ژانویه ۲۰۱۳ توسط آلبرتو براندولینی، برنامه‌نویس ایتالیایی ساختارمند شد. به گفته خود براندولینی، که از خواندن کتاب تفکر، سریع و آهسته دنیل کانمن درست پیش از تماشای یک برنامه گفتگوی سیاسی ایتالیایی با نخست‌وزیر پیشین سیلویو برلوسکونی و روزنامه‌نگار مارکو تراوالیو الهام گرفته‌است.

## نمونه‌ها
ادعای نادرست مداوم مبنی بر اینکه واکسن‌ها باعث اوتیسم می‌شوند، نمونه بارز قانون براندولینی است. با این همه، بررسی‌های گسترده نشان می‌دهد هیچ رابطه ای وجود ندارد که نشان دهد واکسن تأثیر مخربی بر سلامت عمومی داشته‌است. دهه‌ها پژوهش و تلاش برای آموزش مردم نتوانسته‌است اطلاعات نادرست را ریشه کن کند.